# Pierre-Étienne de Bonnevie
Pierre-Étienne de Bonnevie (1761-1849) est un prédicateur ecclésiastique français, chanoine de la primatiale Saint-Jean, à Lyon.

## Biographie
Né le 6 janvier 1761 à Rethel dans les Ardennes, Pierre-Étienne de Bonnevie fait ses études au collège de Reims, les poursuit à Paris au collège Louis-le-Grand, étudie la philosophie à Lisieux et devient docteur es lettres en 1786, avant d'entrer au séminaire de Saint-Louis qui lui permet d'entrer dans l'état ecclésiastique.
Sa première affectation lui est donnée par l'évêque de Verdun qui le nomme professeur de rhétorique au collège de sa ville épiscopale.
Il prononce sa première prédication en septembre 1789 à Mézières en faisant l'éloge du chevalier Bayard en mémoire de sa victoire contre l'empereur Charles Quint. Mais la persécution ecclésiastique de la révolution française l'oblige à fuir son pays et à se rendre à Coblenz où il rencontre le duc de Choiseul, émigré comme lui, puis à Berlin où le duc de Richelieu le présente au prince évêque de Warmie (Prusse orientale) qui le prend à son service comme secrétaire.
Le 22 mai 1797, le roi de Prusse, Frédéric-Guillaume, nomme l'abbé Bonnevie prieur de la chapelle Saint-George près le château de Heilsberg sur la recommandation du prince de Warmie. Après neuf ans d'exil, la situation en France s'améliore pour lui avec l'arrivée de Bonaparte comme premier consul, qui lui permet de trouver à Lyon un poste d'ecclésiastique qui le mènera à sa nomination en 1803, chanoine de la Primatiale Saint-Jean.
Joseph Fesch, alors archevêque de Lyon, nommé ambassadeur à Rome par son oncle Napoléon Bonaparte, prend Bonnevie comme attaché de mission qui lui permet de rencontrer le secrétaire d'embassade François-René de Chateaubriand, lequel citera dans ses Mémoires d'outre-tombe " le joyeux abbé de Bonnevie, jadis aumônier à l'armée des princes".
À Lyon l'abbé Bonnevie se distingue par ses prédications, prononcées dans sa ville mais aussi dans celles qui l'appellent à différentes occasions, quand Napoléon s'échappe de l'île d'Elbe, lorsque le duc de Berry épouse la princesse des Deux-Siciles ou encore à l'occasion des évènements de 1830. On lui confie en 1814 le soin de prononcer à Lyon des éloges funèbres du roi Louis XVI, de Marie-Antoinette, de Louis XVII et de Élisabeth de France. Plus tard en 1824, il fait l'éloge funèbre de Louis XVIII.
Il meurt à Lyon le 7 mars 1849.